# Lista do Patrimônio Mundial em Myanmar
A Organização das Nações Unidas para a Educação, a Ciência e a Cultura (UNESCO) propôs um plano de proteção aos bens culturais do mundo, através do Comité sobre a Proteção do Património Mundial Cultural e Natural, aprovado em 1972. Esta é uma lista do Patrimônio Mundial existente em Myanmar, especificamente classificada pela UNESCO e elaborada de acordo com dez principais critérios cujos pontos são julgados por especialistas na área. Myanmar, um país de grande extensão territorial do sudeste asiático, ratificou a convenção em 29 de abril de 1994, tornando seus locais históricos elegíveis para inclusão na lista.
O sítio Antigas Cidades Pyu foi o primeiro local de Myanmar incluído na lista do Patrimônio Mundial da UNESCO por ocasião da 38ª Sessão do Comitè do Património Mundial, realizada em Doha (Catar) em 2014. Desde a mais recente adesão à lista, Myanmar totaliza 2 sítios classificados como Patrimônio da Humanidade pela UNESCO, sendo ambos os locais de classificação Cultural. 

## Bens culturais e naturais
Myanmar conta atualmente com os seguintes lugares declarados como Patrimônio da Humanidade pela UNESCO:
| | Antigas Cidades Pyu |
| Bem cultural inscrito em 2014. |                     |
| Localização: Xã / Sagaingue / Mandalai |                     |
| Este sítio abrange as ruínas dos edifícios de tijolos, paredes e fossos das três antigas cidades de Halin, Beikthano e Sri Ksetra, situadas na vasta terra irrigada que se estende pela área árida da bacia do rio Irrawaddy. Essas cidades são testemunhos dos reinos Pyu, que floresceram por mais de um milênio a partir de 200 a.C. até o ano 900 de nossa era. Seus sítios foram parcialmente escavados. Entre os vestígios encontrados nas escavações arqueológicas já realizadas, destacam-se as cidadelas palatinas, cemitérios, primitivas instalações industriais de produção, monumentais estopas budistas de tijolo e fragmentos de muros ainda de pé, bem como vestígios ainda utilizados dos sistemas de gestão hidráulica intensiva praticada nos reinos Pyu. (UNESCO/BPI) |                     |

| | Bagan |
| Bem cultural inscrito em 2019. |       |
| Localização: Mandalai |       |
| Na planície central de Myanmar, aninhado em uma curva na margem esquerda do rio Irrawaddy, se situa o sítio sagrado de Bagan, cuja paisagem é povoada por um conjunto excepcionalmente rico e variado de arte e arquitetura budista. Composto por oito elementos, o local possui inúmeros templos, estopas, mosteiros e locais de peregrinação, além de vestígios arqueológicos, afrescos e esculturas. É um testemunho espetacular da civilização que floresceu entre os séculos XI e XIII na região, quando a antiga cidade de Bagan era a capital de um importante império budista. O conjunto de monumentos arquitetônicos existentes reflete a intensidade do fervor religioso naquele império.(UNESCO/BPI) |       |

## Lista Indicativa
Em adição aos sítios inscritos na Lista do Patrimônio Mundial, os Estados-membros podem manter uma lista de sítios que pretendam nomear para a Lista de Patrimônio Mundial, sendo somente aceitas as candidaturas de locais que já constarem desta lista. Desde 2014, Myanmar apresenta 15 locais na sua Lista Indicativa.